# Xã Lincoln, Quận Cerro Gordo, Iowa
Xã Lincoln (tiếng Anh: Lincoln Township) là một xã thuộc quận Cerro Gordo, tiểu bang Iowa, Hoa Kỳ. Năm 2010, dân số của xã này là 254 người.